# Espace nul
En algèbre linéaire, l'espace nul sur un corps commutatif K est le singleton {0}, muni de son unique structure de K-espace vectoriel. Les lois d'addition et de multiplication par un scalaire sont données comme suit :
{\displaystyle 0+0=0} ;
{\displaystyle \forall \lambda \in {\mathbf {K} },\;\lambda \cdot 0=0}.
Il est parfois noté K0. Son unique élément est appelé le vecteur nul.
L'espace nul comporte une unique base, qui ne contient aucun vecteur : c'est la famille indexée par l'ensemble vide, autrement dit la famille ( ). La dimension de {0} est donc 0.
L'espace nul admet une unique injection linéaire dans un K-espace vectoriel donné : l'application nulle. En d'autres termes, l'espace nul est l'objet initial de la catégorie des K-espaces vectoriels.
Inversement, tout K-espace vectoriel se surjecte linéairement sur l'espace nul, la surjection étant unique : c'est l'application nulle. En d'autres termes, l'espace nul est l'objet final de la catégorie des K-espaces vectoriels.
Les matrices représentant les applications nulles sont les matrices vides.